# Wilhelm Tarras
Wilhelm Willi Tarras (* 3. Februar 1901 in Hartlieb bei Breslau; † 24. März 1970 in Eggersdorf bei Strausberg) war ein deutscher Jockey im Galopprennsport.
Wilhelm Tarras lernte bei Trainer Wilhelm Thiede in Karlshorst und war von 1920 bis 1949 als Jockey erfolgreich. Sein erstes Rennen gewann er mit einer Siegquote von 2242:10 auf der Rennbahn Grunewald. Tarras konnte alleine fünfmal die Goldene Peitsche (1922, 1924, 1925, 1927 und 1928) gewinnen. 1922 gewann er mit Hausfreund das Deutsche Derby in Hamburg. Im Jahr 1923 war er als Stalljockey für das Gestüt Schlenderhan tätig. Weitere Anstellungen waren, unter anderem, für das Gestüt Weil – für das er 1922 das Derby gewann – und für Peter de Nully Brown. Von 1935 bis 1938 ritt er erfolgreich in Dänemark und Schweden. Nach seiner Laufbahn als Jockey, die er 1949 beendete, war er als Vertreter für veterinärmedizinische Artikel und von 1960 bis 1965 als Hauptstarter auf der Galopprennbahn Hoppegarten tätig. Tarras errang in seiner Laufbahn annähernd 900 Siege.